# Eishockey-Weltmeisterschaft der U20-Junioren 2020
Die 44. Eishockey-Weltmeisterschaften der U20-Junioren der Internationalen Eishockey-Föderation IIHF waren die Eishockey-Weltmeisterschaften des Jahres 2020 in der Altersklasse der Unter-Zwanzigjährigen (U20). Insgesamt nahmen zwischen dem 9. Dezember 2019 und dem 3. Februar 2020 42 Nationalmannschaften an den sechs Turnieren der Top-Division sowie der Divisionen I bis III teil. Wie bereits im Vorjahr wurde keine Qualifikation zur Division III des Folgejahres ausgetragen, sondern sämtliche gemeldeten Mannschaften waren auf die Divisionen verteilt worden.
Weltmeister wurde zum 18. Mal die Mannschaft aus Kanada, die sich im Finale mit 4:3 gegen die russische Auswahl durchsetzen konnte. Für Kanada war es der dritte Titel in den letzten sechs Jahren. Die Schweiz belegte in der Top-Division den fünften Rang, der deutsche Nachwuchs belegte den neunten Platz und hielt somit die Klasse. Österreich erreichte in der Gruppe A der Division I den ersten Rang und stieg somit nach zehnjähriger Abstinenz wieder in die Top-Division auf.

## Teilnehmer, Austragungsorte und -zeiträume
- Top-Division: 26. Dezember 2019 bis 5. Januar 2020 in Ostrava und Třinec, Tschechien
Teilnehmer:  Deutschland (Aufsteiger),  Finnland (Titelverteidiger),  Kanada,  Kasachstan,  Russland,  Schweden,  Schweiz,  Slowakei,  Tschechien,  USA

- Division I
  - Gruppe A: 9. bis 15. Dezember 2019 in Minsk, Belarus
Teilnehmer:  Belarus,  Dänemark (Absteiger),  Lettland,  Norwegen,  Österreich,  Slowenien (Aufsteiger)
  - Gruppe B: 12. bis 18. Dezember 2019 in Kiew, Ukraine
Teilnehmer:  Estland (Aufsteiger),  Frankreich (Absteiger),  Italien,  Polen,  Ukraine,  Ungarn

- Division II
  - Gruppe A: 6. bis 12. Januar 2020 in Vilnius, Litauen
Teilnehmer:  Großbritannien,  Japan (Absteiger),  Litauen,  Rumänien,  Serbien (Aufsteiger),  Spanien
  - Gruppe B: 28. Januar bis 3. Februar 2020 in Gangneung, Südkorea
Teilnehmer:  Belgien,  Volksrepublik China (Aufsteiger),  Israel,  Kroatien,  Niederlande,  Südkorea (Absteiger)

- Division III: 13. bis 19. Januar 2020 in Sofia, Bulgarien
Teilnehmer:  Australien,  Bulgarien,  Republik China (Taiwan),  Island,  Mexiko (Absteiger),  Neuseeland,  Südafrika,  Türkei

## Modus
Die Eishockey-Weltmeisterschaft wurde in insgesamt sechs Turnieren mit unterschiedlicher Teilnehmerstärke ausgespielt. Die Top-Division spielte mit zehn Mannschaften, die Divisionen I und II mit je zwölf und die Division III mit acht Teilnehmern.
In den Divisionen I und II wurden die jeweils zwölf Mannschaften in je zwei Gruppen zu sechs Teams aufgeteilt. Die Division III spielt wie zuletzt vor zwei Jahren mit acht Teilnehmern. Beide Teilnehmer der Qualifikation des Vorjahres wurden in die Division III aufgenommen und der eigentlich abgestiegene Letzte, die Mannschaft Neuseelands, verblieb in der Division III.
Aus der Top-Division stieg der Letztplatzierte der Relegationsrunde in die Gruppe A der Division I ab. Aus selbiger stieg der Erstplatzierte zum nächsten Jahr in die Top-Division auf, während der Sechstplatzierte in die Gruppe B der Division I abstieg. Im Gegenzug stieg der Gewinner der Division I B in die Division I A auf. Aus der Division I B stieg ebenfalls der Letzte in die Division II A ab. Die Aufstiegsregelung der Division I B mit einem Auf- und Absteiger galt genauso für die Division II A, II B und – was den Aufstieg anging – die Division III. Ob Mannschaften aus der Division III absteigen müssen, hängt davon ab, ob 2020 wieder ein Qualifikationsturnier durchgeführt wird.

## Top-Division
Die Top-Division der U20-Weltmeisterschaft wurde vom 26. Dezember 2019 bis zum 5. Januar 2020 in den tschechischen Städten Ostrava und Třinec, die im Osten des Landes liegen, ausgetragen. Gespielt wurde in der Ostravar Aréna (10.004 Plätze), der Heimspielstätte des HC Vítkovice aus der Extraliga, sowie der Werk Arena, in der der Lokalrivale HC Oceláři Třinec seine Heimspiele austrägt, mit 5.200 Plätzen. Insgesamt besuchten 173.474 Zuschauer die 31 Turnierspiele, was einem Schnitt von 5.595 pro Partie entspricht.
Am Turnier nahmen zehn Nationalmannschaften teil, die in zwei Gruppen zu je fünf Teams spielten. Dabei setzten sich die beiden Gruppen nach den Platzierungen der Nationalmannschaften bei der Weltmeisterschaft 2019 nach folgendem Schlüssel zusammen:
| Gruppe A       | Gruppe B         |
| Finnland (1)   | USA (2)          |
| Schweiz (4)    | Russland (3)     |
| Schweden (5)   | Kanada (6)       |
| Slowakei (8)   | Tschechien (7)   |
| Kasachstan (9) | Deutschland (10) |

Die U20-Auswahl Kanadas besiegte Russland mit 4:3 im Finale des Turniers und gewann damit ihren 18. U20-Weltmeistertitel. Es war der zweite Titelgewinn der Kanadier in den vergangenen drei Jahren. Für Russland blieb damit lediglich der zweite Platz. Die schwedische Mannschaft gewann das Spiel um den dritten Platz gegen Titelverteidiger Finnland mit 3:2. Kasachstan stieg als Verlierer der Relegation gegen die deutsche Mannschaft in die Gruppe A der Division I ab, während Österreich in die Top-Division aufstieg.

### Modus
Nach den Gruppenspielen – jede Mannschaft bestritt vier davon – der Vorrunde qualifizierten sich die vier besten Teams jeder Gruppe für das Viertelfinale, das dann ebenso wie die weiteren Runden im K.-o.-System ausgetragen wurde. In diesem Jahr wurde jedoch erstmals nach dem Viertelfinale noch einmal neu gesetzt. Die Fünften der Gruppenphase bestritten eine Relegation nach dem Modus „Best-of-Three“ und ermittelten dabei den Absteiger in die Gruppe A der Division I.

### Austragungsorte
| Ostrava |

| Třinec |

| Ostrava |

| Třinec |

### Vorrunde

#### Gruppe A
| 26. Dezember 2019 15:00 Uhr (Ortszeit) | Schweiz M. Verboon (2:49) J. Gerber (18:51) J. Salzgeber (30:37) G.-M. Wetter (48:55) M. Verboon (53:54) | 5:3 (2:1, 1:2, 2:0) Spielbericht | Kasachstan M. Musorow (15:10) R. Djomin (24:54) M. Musorow (35:39) | Werk Arena, Třinec Zuschauer: 1.397 |

| 26. Dezember 2019 19:00 Uhr | Schweden N. Höglander (21:05) S. Fagemo (54:51) A. Holtz (64:55) | 3:2 n. V. (0:1, 1:1, 1:0, 1:0) Spielbericht | Finnland P. Puistola (16:21) K. Tanus (33:35) | Werk Arena, Třinec Zuschauer: 4.471 |

| 27. Dezember 2019 15:00 Uhr | Slowakei O. Okuliar (24:49) D. Tkáč (57:04) R. Džugan (59:53) | 3:1 (0:0, 1:1, 2:0) Spielbericht | Kasachstan M. Musorow (29:43) | Werk Arena, Třinec Zuschauer: 4.915 |

| 28. Dezember 2019 15:00 Uhr | Finnland P. Puistola (4:54) Ak. Räty (13:21) J. Oden (27:15) Aa. Räty (28:26) M. Kokkonen (33:14) E. Erholtz (34:51) Ak. Räty (39:30) V. Petman (52:03) | 8:1 (2:0, 5:1, 1:0) Spielbericht | Slowakei R. Džugan (36:34) | Werk Arena, Třinec Zuschauer: 4.915 |

| 28. Dezember 2019 19:00 Uhr | Schweiz G. Kohler (39:47) N. Gross (54:09) | 2:5 (0:2, 1:3, 1:0) Spielbericht | Schweden S. Fagemo (3:25) S. Fagemo (9:58) N. Höglander (21:28) K. Henriksson (29:02) L. Raymond (34:12) | Werk Arena, Třinec Zuschauer: 4.109 |

| 29. Dezember 2019 15:00 Uhr | Kasachstan A. Bujalski (10:13) | 1:7 (1:2, 0:2, 0:3) Spielbericht | Finnland P. Puistola (6:01) K. Tanus (14:31) M. Maccelli (20:54) Aa. Räty (32:37) P. Puistola (47:06) M. Kokkonen (53:49) K. Nousiainen (57:58) | Werk Arena, Třinec Zuschauer: 3.012 |

| 30. Dezember 2019 15:00 Uhr | Kasachstan O. Boiko (31:38) M. Musorow (53:57) | 2:6 (0:1, 1:4, 1:1) Spielbericht | Schweden S. Fagemo (15:12) S. Fagemo (22:37) L. Öberg (24:08) N. Höglander (27:40) J. Berggren (30:57) L. Raymond (51:13) | Werk Arena, Třinec Zuschauer: 2.375 |

| 30. Dezember 2019 19:00 Uhr | Slowakei M. Faško-Rudáš (38:34) R. Džugan (46:37) | 2:7 (0:3, 1:2, 1:2) Spielbericht | Schweiz G. Kohler (7:55) G. Kohler (10:04) V. Nussbaumer (14:49) S. Knak (33:21) S. Schmid (39:55) M. Henauer (50:09) M. Verboon (52:27) | Werk Arena, Třinec Zuschauer: 4.915 |

| 31. Dezember 2019 15:00 Uhr | Schweden A. Holtz (8:59) A. Eriksson (9:14) P. Broberg (13:16) O. Bäck (25:08) A. Holtz (36:09) S. Fagemo (59:44) | 6:2 (3:0, 2:0, 1:2) Spielbericht | Slowakei K. Kováčik (45:17) R. Džugan (58:03) | Werk Arena, Třinec Zuschauer: 4.154 |

| 31. Dezember 2019 19:00 Uhr | Finnland A. Honka (12:49) J. Oden (28:33) | 2:5 (1:0, 1:3, 0:2) Spielbericht | Schweiz F. Berri (20:19) G. Jobin (22:18) F. Berri (36:03) S. Knak (50:03) V. Nussbaumer (59:48) | Werk Arena, Třinec Zuschauer: 1.573 |

| Pl. |            | Sp | S | OTS | OTN | N | Tore  | Punkte |
| 1.  | Schweden   | 4  | 3 | 1   | 0   | 0 | 20:08 | 11     |
| 2.  | Schweiz    | 4  | 3 | 0   | 0   | 1 | 19:12 | 9      |
| 3.  | Finnland   | 4  | 2 | 0   | 1   | 1 | 19:10 | 7      |
| 4.  | Slowakei   | 4  | 1 | 0   | 0   | 3 | 08:22 | 3      |
| 5.  | Kasachstan | 4  | 0 | 0   | 0   | 4 | 07:21 | 0      |

Abkürzungen: Pl. = Platz, Sp = Spiele, S = Siege, OTS = Siege nach Verlängerung (Overtime) oder Penaltyschießen, OTN = Niederlagen nach Verlängerung oder Penaltyschießen, N = Niederlagen

Erläuterungen: Viertelfinalqualifikant, Abstiegsrundenqualifikant

#### Gruppe B
| 26. Dezember 2019 15:00 Uhr (Ortszeit) | Tschechien Š. Kubíček (2:46) J. Myšák (7:41) M. Blümel (25:31) J. Jeník (37:25) | 4:3 (2:2, 2:1, 0:0) Spielbericht | Russland J. Samula (10:19) W. Podkolsin (14:32) J. Samula (26:16) | Ostravar Aréna, Ostrava Zuschauer: 8.693 |

| 26. Dezember 2019 19:00 Uhr | Kanada C. McMichael (23:31) B. Hayton (26:34) N. Foote (33:03) B. Hayton (50:47) A. Lafrenière (56:49) T. Dellandrea (58:50) | 6:4 (0:2, 3:0, 3:2) Spielbericht | USA S. Pinto (3:10) A. Kaliyev (18:32) N. Robertson (52:45) S. Pinto (56:42) | Ostravar Aréna, Ostrava Zuschauer: 8.693 |

| 27. Dezember 2019 19:00 Uhr | Deutschland J.-J. Peterka (2:32) J.-J. Peterka (22:53) D. Bokk (28:36) | 3:6 (1:2, 2:2, 0:2) Spielbericht | USA J. Harris (7:04) Z. Jones (18:37) S. Pinto (34:16) C. Hall (38:31) B. Brink (47:18) O. Wahlstrom (50:51) | Ostravar Aréna, Ostrava Zuschauer: 5.013 |

| 28. Dezember 2019 15:00 Uhr | Tschechien H. Haš (16:41) J. Jeník (49:17) L. Zábranský (52:30) | 3:4 (1:2, 0:1, 2:1) Spielbericht | Deutschland L. Reichel (1:41) J.-J. Peterka (7:31) D. Bokk (33:22) D. Bokk (47:33) | Ostravar Aréna, Ostrava Zuschauer: 8.693 |

| 28. Dezember 2019 19:00 Uhr | Russland A. Chowanow (1:44) P. Dorofejew (10:14) N. Rtischtschew (13:43) N. Alexandrow (22:18) J. Sokolow (33:09) G. Denissenko (36:24) | 6:0 (3:0, 3:0, 0:0) Spielbericht | Kanada | Ostravar Aréna, Ostrava Zuschauer: 8.693 |

| 29. Dezember 2019 19:00 Uhr | USA A. Kaliyev (36:41) N. Robertson (36:47) A. Kaliyev (41:20) | 3:1 (0:0, 2:0, 1:1) Spielbericht | Russland A. Romanow (43:04) | Ostravar Aréna, Ostrava Zuschauer: 8.693 |

| 30. Dezember 2019 15:00 Uhr | Deutschland Y. Valenti (58:53) | 1:4 (0:1, 0:2, 1:1) Spielbericht | Kanada N. Foote (11:50) L. Foudy (32:24) C. Addison (34:01) T. Dellandrea (59:50) | Ostravar Aréna, Ostrava Zuschauer: 6.102 |

| 30. Dezember 2019 19:00 Uhr | USA S. Pinto (3:45) A. Kaliyev (21:19) J. Drury (26:01) C. Caufield (63:14) | 4:3 n. V (1:2, 2:0, 0:1, 1:0) Spielbericht | Tschechien L. Zábranský (9:35) L. Zábranský (18:16) P. Čajka (48:41) | Ostravar Aréna, Ostrava Zuschauer: 8.693 |

| 31. Dezember 2019 15:00 Uhr | Russland K. Martschenko (6:10) K. Martschenko (13:19) G. Denissenko (34:19) P. Dorofejew (34:59) P. Dorofejew (38:40) D. Woronkow (40:38) | 6:1 (2:0, 3:0, 1:1) Spielbericht | Deutschland N. Kinder (57:43) | Ostravar Aréna, Ostrava Zuschauer: 4.628 |

| 31. Dezember 2019 19:00 Uhr | Kanada J. Veleno (4:41) B. Hayton (9:57) N. Foote (9:57) C. McMichael (14:30) L. Foudy (31:34) D. Cozens (32:30) J. McIsaac (50:00) | 7:2 (4:0, 2:2, 1:0) Spielbericht | Tschechien V. Střondala (31:10) L. Zábranský (31:24) | Ostravar Aréna, Ostrava Zuschauer: 8.693 |

| Pl. |             | Sp | S | OTS | OTN | N | Tore  | Punkte |
| 1.  | Kanada      | 4  | 3 | 0   | 0   | 1 | 17:13 | 9      |
| 2.  | USA         | 4  | 2 | 1   | 0   | 1 | 17:13 | 8      |
| 3.  | Russland    | 4  | 2 | 0   | 0   | 2 | 16:08 | 6      |
| 4.  | Tschechien  | 4  | 1 | 0   | 1   | 2 | 12:18 | 4      |
| 5.  | Deutschland | 4  | 1 | 0   | 0   | 3 | 09:19 | 3      |

Abkürzungen: Pl. = Platz, Sp = Spiele, S = Siege, OTS = Siege nach Verlängerung (Overtime) oder Penaltyschießen, OTN = Niederlagen nach Verlängerung oder Penaltyschießen, N = Niederlagen
Erläuterungen: Viertelfinalqualifikant, Abstiegsrundenqualifikant

### Abstiegsrunde
Die Relegation zur Gruppe A der Division I wurde im Modus „Best-of-Three“ ausgetragen.
| 2. Januar 2020 10:00 Uhr (Ortszeit) | Deutschland L. Reichel (21:21) L. Brune (31:48) J.-J. Peterka (41:09) D. Bokk (51:47) | 4:0 (0:0, 2:0, 2:0) Spielbericht Stand: 1:0 | Kasachstan | Ostravar Aréna, Ostrava Zuschauer: 1.022 |

| 4. Januar 2020 11:00 Uhr | Kasachstan S. Alexandrow (4:39) O. Boiko (25:05) S. Alexandrow (41:32) D. Schaporow (56:27) | 4:1 (1:0, 1:0, 2:1) Spielbericht Stand: 1:1 | Deutschland L. Schinko (58:31) | Ostravar Aréna, Ostrava Zuschauer: 1.489 |

| 5. Januar 2020 11:00 Uhr | Deutschland D. Bokk (12:18) D. Bokk (30:12) T. Fleischer (31:35) L. Reichel (33:03) N. Heinzinger (34:27) E. Mik (55:45) | 6:0 (1:0, 4:0, 1:0) Spielbericht Stand: 2:1 | Kasachstan | Ostravar Aréna, Ostrava Zuschauer: 1.124 |

### Finalrunde
In diesem Jahr wurde neu eingeführt, dass die Mannschaften nach dem Viertelfinale noch einmal neu gesetzt wurden, nach diesen, bei Gleichheit nacheinander angewandten Kriterien: Position in der Gruppe, Punkte, Tordifferenz, erzielte Tore, Position in der Setzliste zu Beginn des Turniers. Nach dem üblichen Prinzip „Bester gegen Schlechtester“ ergaben sich somit die Halbfinalpaarungen Schweden (11 Punkte) gegen Russland (6 Punkte) und Kanada (9 Punkte) gegen Finnland (7 Punkte).
|  | Viertelfinale                                          | Viertelfinale | Viertelfinale |    | Halbfinale | Halbfinale | Halbfinale       |          |   | Finale | Finale | Finale |
|  |                                                        |               |               |    |            |            |                  |          |   |        |        |        |
|  | A1                                                     | Schweden      | 5             |    |            |            |                  |          |   |        |        |        |
|  | B4                                                     | Tschechien    | 0             |    |            |            |                  |          |   |        |        |        |
|  | B4                                                     | Tschechien    | 0             | B1 | Kanada     | 5          |                  |          |   |        |        |        |
|  |                                                        |               |               | B1 | Kanada     | 5          |                  |          |   |        |        |        |
|  | A3                                                     | Finnland      | 0             |    |            |            |                  |          |   |        |        |        |
|  | A3                                                     | Finnland      | 0             | B2 | USA        | 0          |                  |          |   |        |        |        |
|  |                                                        |               |               | B2 | USA        | 0          |                  |          |   |        |        |        |
|  | A3                                                     | Finnland      | 1             |    |            |            |                  |          |   |        |        |        |
|  | A3                                                     | Finnland      | 1             | B1 | Kanada     | 4          |                  |          |   |        |        |        |
|  | (Die Teams werden nach dem Viertelfinale neu gesetzt.) |               |               | B1 | Kanada     | 4          |                  |          |   |        |        |        |
|  |                                                        | B3            | Russland      | 3  |            |            |                  |          |   |        |        |        |
|  | B1                                                     | B3            | Russland      | 3  | Kanada     | 6          |                  |          |   |        |        |        |
|  | B1                                                     |               |               |    | Kanada     | 6          |                  |          |   |        |        |        |
|  | A4                                                     | Slowakei      | 1             |    |            |            |                  |          |   |        |        |        |
|  | A4                                                     | Slowakei      | 1             | A1 | Schweden   | 4          |                  |          |   |        |        |        |
|  |                                                        |               |               | A1 | Schweden   | 4          | Spiel um Platz 3 |          |   |        |        |        |
|  | B3                                                     | Russland      | 5             |    |            |            |                  |          |   |        |        |        |
|  | B3                                                     | Russland      | 5             | A2 | Schweiz    | 1          | A1               | Schweden | 3 |        |        |        |
|  |                                                        |               |               | A2 | Schweiz    | 1          | A1               | Schweden | 3 |        |        |        |
|  | B3                                                     | Russland      | 3             | A3 | Finnland   | 2          |                  |          |   |        |        |        |

#### Viertelfinale
| 2. Januar 2020 12:30 Uhr (Ortszeit) | Schweiz G. Jobin (27:08) | 1:3 (0:0, 1:3, 0:0) Spielbericht | Russland D. Woronkow (21:12) A. Chowanow (34:07) D. Woronkow (38:13) | Werk Arena, Třinec Zuschauer: 3.158 |

| 2. Januar 2020 15:00 Uhr | Kanada B. Hayton (6:47) C. McMichael (21:21) J. Bernard-Docker (23:42) L. Foudy (29:02) A. Lafrenière (30:50) B. Hayton (41:00) | 6:1 (1:0, 4:0, 1:1) Spielbericht | Slowakei O. Okuliar (46:10) | Ostravar Aréna, Ostrava Zuschauer: 7.074 |

| 2. Januar 2020 17:30 Uhr | USA | 0:1 (0:0, 0:0, 0:1) Spielbericht | Finnland J. Oden (44:23) | Werk Arena, Třinec Zuschauer: 4.451 |

| 2. Januar 2019 20:00 Uhr | Schweden N. Höglander (13:08) H. Gustafsson (15:09) N. Höglander (20:45) V. Söderström (44:04) D. Gustafsson (50:44) | 5:0 (2:0, 1:0, 2:0) Spielbericht | Tschechien | Ostravar Aréna, Ostrava Zuschauer: 8.693 |

#### Halbfinale
| 4. Januar 2020 15:00 Uhr | Schweden R. Sandin (0:16) S. Fagemo (14:54) R. Sandin (31:02) N. Lundkvist (44:25) | 4:5 n. V. (2:3, 1:0, 1:1, 0:1) Spielbericht | Russland I. Morosow (3:04) A. Chowanow (5:40) J. Sokolow (12:05) J. Sokolow (48:35) I. Morosow (63:24) | Ostravar Aréna, Ostrava Zuschauer: 8.693 |

| 4. Januar 2020 19:00 Uhr | Kanada C. McMichael (1:48) A. Lafrenière (3:05) J. Drysdale (3:55) T. Dellandrea (14:49) A. Lafrenière (37:53) | 5:0 (4:0, 1:0, 0:0) Spielbericht | Finnland | Ostravar Aréna, Ostrava Zuschauer: 8.693 |

#### Spiel um Platz 3
| 5. Januar 2020 15:00 Uhr | Schweden R. Sandin (12:08) S. Fagemo (30:34) L. Öberg (33:19) | 3:2 (1:2, 2:0, 0:0) Spielbericht | Finnland P. Puistola (8:22) M. Maccelli (19:00) | Ostravar Aréna, Ostrava Zuschauer: 7.954 |

#### Finale
| 5. Januar 2020 19:00 Uhr | Kanada D. Cozens (31:01) C. McMichael (49:20) B. Hayton (51:21) A. Thomas (56:02) | 4:3 (0:0, 1:2, 3:1) Spielbericht | Russland N. Alexandrow (29:37) G. Denissenko (35:46) M. Sorkin (48:46) | Ostravar Aréna, Ostrava Zuschauer: 8.693 |

### Statistik

#### Beste Scorer
Abkürzungen: Sp = Spiele, T = Tore, V = Assists, Pkt = Punkte, +/− = Plus/Minus, SM = Strafminuten; Fett: Turnierbestwert
| Spieler            | Team     | Sp | T | V | Pkt | +/− | SM |
| ------------------ | -------- | -- | - | - | --- | --- | -- |
| Samuel Fagemo      | Schweden | 7  | 8 | 5 | 13  | +3  | 6  |
| Barrett Hayton     | Kanada   | 7  | 6 | 6 | 12  | +1  | 6  |
| Nils Höglander     | Schweden | 7  | 5 | 6 | 11  | +6  | 27 |
| Alexis Lafrenière  | Kanada   | 5  | 4 | 6 | 10  | +3  | 4  |
| Rasmus Sandin      | Schweden | 7  | 3 | 7 | 10  | +3  | 6  |
| Grigori Denissenko | Russland | 7  | 3 | 6 | 9   | +4  | 8  |
| Kristian Tanus     | Finnland | 7  | 2 | 7 | 9   | +4  | 0  |
| Dylan Cozens       | Kanada   | 7  | 2 | 7 | 9   | +6  | 4  |
| Calen Addison      | Kanada   | 7  | 1 | 8 | 9   | +4  | 0  |
| Trevor Zegras      | USA      | 5  | 0 | 9 | 9   | +6  | 4  |

#### Beste Torhüter
Abkürzungen: Sp = Spiele, Min = Eiszeit (in Minuten), SaT = Schüsse aufs Tor, GT = Gegentore, Sv% = gehaltene Schüsse (in %), GTS = Gegentorschnitt, SO = Shutouts; Fett: Turnierbestwert
Erfasst werden nur Torhüter, die mindestens 40 % der Gesamtspielzeit eines Teams absolviert haben. Sortiert nach Fangquote (Sv%).
| Spieler        | Team     | Sp | Min    | SaT | GT | SO | Sv%   | GTS  |
| -------------- | -------- | -- | ------ | --- | -- | -- | ----- | ---- |
| Joel Hofer     | Kanada   | 6  | 337:42 | 148 | 9  | 1  | 93,92 | 1,60 |
| Hugo Alnefelt  | Schweden | 6  | 369:19 | 171 | 13 | 1  | 92,40 | 2,12 |
| Amir Miftachow | Russland | 5  | 197:50 | 86  | 7  | 1  | 91,86 | 2,12 |
| Justus Annunen | Finnland | 6  | 362:01 | 190 | 16 | 1  | 91,58 | 2,65 |
| Spencer Knight | USA      | 4  | 241:26 | 115 | 10 | 0  | 91,30 | 2,49 |

### Abschlussplatzierungen
| Pl. | Team        |
| --- | ----------- |
| 1   | Kanada      |
| 2   | Russland    |
| 3   | Schweden    |
| 4   | Finnland    |
| 5   | Schweiz     |
| 6   | USA         |
| 7   | Tschechien  |
| 8   | Slowakei    |
| 9   | Deutschland |
| 10  | Kasachstan  |

### Titel, Auf- und Abstieg
| Weltmeister Kanada | Calen Addison, Kevin Bahl, Jacob Bernard-Docker, Quinton Byfield, Bowen Byram, Dylan Cozens, Nico Daws, Ty Dellandrea, Jamie Drysdale, Aidan Dudas, Nolan Foote, Liam Foudy, Barrett Hayton, Joel Hofer, Alexis Lafrenière, Raphaël Lavoie, Jared McIsaac, Connor McMichael, Dawson Mercer, Olivier Rodrigue, Ty Smith, Akil Thomas, Joe Veleno Cheftrainer: Dale Hunter |

| Silber Russland | Nikita Alexandrow, Jaroslaw Askarow, Alexander Chowanow, Grigori Denissenko, Pawel Dorofejew, Danila Galenjuk, Maxim Groschew, Daniil Issajew, Ilja Kruglow, Anton Malyschew, Kirill Martschenko, Amir Miftachow, Daniil Missjul, Iwan Morosow, Wassili Podkolsin, Daniil Pylenkow, Alexander Romanow, Nikita Rtischtschew, Jegor Samula, Daniil Schurawljow, Jegor Sokolow, Maxim Sorkin, Dmitri Woronkow Cheftrainer: Waleri Bragin |

| Bronze Schweden | Hugo Alnefelt, Oskar Bäck, Jonatan Berggren, Tobias Björnfot, Philip Broberg, Jesper Eliasson, Albin Eriksson, Samuel Fagemo, Adam Ginning, David Gustafsson, Hugo Gustafsson, Karl Henriksson, Nils Höglander, Alexander Holtz, Nils Lundkvist, Linus Nässén, Mattias Norlinder, Linus Öberg, Nikola Pasic, Erik Portillo, Lucas Raymond, Rasmus Sandin, Victor Söderström Cheftrainer: Tomas Montén |

| Absteiger in die Division IA:   | Kasachstan |
| Aufsteiger in die Top-Division: | Österreich |

### Auszeichnungen
Spielertrophäen
| Auszeichnung         | Spieler           | Team     |
| -------------------- | ----------------- | -------- |
| Wertvollster Spieler | Alexis Lafrenière | Kanada   |
| Bester Torhüter      | Joel Hofer        | Kanada   |
| Bester Verteidiger   | Rasmus Sandin     | Schweden |
| Bester Stürmer       | Alexis Lafrenière | Kanada   |

All-Star-Team
| Angriff:      | Samuel Fagemo – Barrett Hayton – Alexis Lafrenière |
| Verteidigung: | Alexander Romanow – Rasmus Sandin                  |
| Tor:          | Joel Hofer                                         |

## Division I

### Gruppe A in Minsk, Belarus
Das Turnier der Gruppe A wurde vom 9. bis 15. Dezember 2019 in der belarussischen Landeshauptstadt Minsk ausgetragen. Die Spiele fanden in der 9.614 Zuschauer fassenden Tschyschouka-Arena, der Heimspielstätte des HK Dinamo Minsk aus der Kontinentalen Hockey-Liga, statt. Insgesamt besuchten 47.412 Zuschauer die 15 Turnierspiele, was einem Schnitt von 3.160 pro Partie entspricht. Der österreichischen Auswahl gelang nach zehn Jahren in der Division I der Aufstieg in die Top-Division. Slowenien musste hingegen den direkten Wiederabstieg in die B-Gruppe hinnehmen.
| 9. Dezember 2019 12:30 Uhr (Ortszeit) | Norwegen L. Rødne (4:30) P. Finstad (21:10) S. Frøberg (23:10) P. Finstad (33:38) J. Hermansson (38:22) L. Halmrast (39:35) | 6:2 (1:0, 5:2, 0:0) Spielbericht | Slowenien L. Markun (32:00) M. Török (37:06) | Tschyschouka-Arena, Minsk Zuschauer: 1.512 |

| 9. Dezember 2019 16:00 Uhr | Dänemark | 0:3 (0:1, 0:1, 0:1) Spielbericht | Lettland G. Prohorenkovs (12:01) K. Bucenieks (31:54) K. Bucenieks (54:29) | Tschyschouka-Arena, Minsk Zuschauer: 1.341 |

| 9. Dezember 2019 19:30 Uhr | Belarus W. Pintschuk (6:42) I. Ussau (17:59) A. Paulenka (30:29) A. Protas (41:29) | 4:3 (2:3, 1:0, 1:0) Spielbericht | Österreich V. Ploner (4:55) B. Baumgartner (9:29) P. Huber (18:41) | Tschyschouka-Arena, Minsk Zuschauer: 5.546 |

| 10. Dezember 2019 12:30 Uhr | Slowenien M. Török (7:00) | 1:2 n. V. (1:0, 0:1, 0:0, 0:1) Spielbericht | Dänemark M. Almquist (27:49) M. Almquist (61:08) | Tschyschouka-Arena, Minsk Zuschauer: 1.348 |

| 10. Dezember 2019 16:00 Uhr | Österreich J. Payr (16:49) P. Huber (44:55) T. Harnisch (48:55) B. Baumgartner (59:12) B. Baumgartner (59:54) | 5:2 (1:2, 0:0, 4:0) Spielbericht | Norwegen C. Spaberg Olsen (1:55) J. Hermansson (4:02) | Tschyschouka-Arena, Minsk Zuschauer: 1.542 |

| 10. Dezember 2019 19:30 Uhr | Lettland G. Prohorenkovs (44:57) P. Zabusovs (46:11) J. Švanenbergs (60:13) | 3:2 n. V. (0:1, 0:0, 2:1, 1:0) Spielbericht | Belarus A. Kazjalouski (6:11) P. Dsjanissau (57:50) | Tschyschouka-Arena, Minsk Zuschauer: 6.541 |

| 12. Dezember 2019 12:30 Uhr | Slowenien Ž. Primožič (32:30) | 1:9 (0:5, 1:1, 0:3) Spielbericht | Lettland J. Švanenbergs (0:48) A. Siņegubovs (2:25) V. Jašunovs (5:01) P. Zabusovs (8:50) J. Švanenbergs (11:32) D. Fjodorovs (36:39) D. Fjodorovs (50:05) M. Tumānovs (50:47) V. Jašunovs (58:02) | Tschyschouka-Arena, Minsk Zuschauer: 1.314 |

| 12. Dezember 2019 16:00 Uhr | Dänemark M. Jensen (19:35) P. Schultz (35:24) | 2:4 (1:1, 1:2, 0:1) Spielbericht | Österreich D. Maier (4:16) S. Peeters (20:35) B. Baumgartner (26:30) S. Peeters (47:00) | Tschyschouka-Arena, Minsk Zuschauer: 1.359 |

| 12. Dezember 2019 19:30 Uhr | Belarus W. Pintschuk (31:38) J. Aksjanzjuk (59:20) | 2:3 n. V. (0:2, 1:0, 1:0, 0:1) Spielbericht | Norwegen J. Hafsmoe (6:55) L. Rødne (19:06) J. Hermansson (61:48) | Tschyschouka-Arena, Minsk Zuschauer: 6.888 |

| 13. Dezember 2019 12:30 Uhr | Lettland P. Zabusovs (5:07) | 1:2 (1:1, 0:1, 0:0) Spielbericht | Österreich B. Baumgartner (9:44) L. Lindner (24:40) | Tschyschouka-Arena, Minsk Zuschauer: 1.582 |

| 13. Dezember 2019 16:00 Uhr | Norwegen P. Finstad (PS) | 1:0 n. P. (0:0, 0:0, 0:0, 0:0, 1:0) Spielbericht | Dänemark | Tschyschouka-Arena, Minsk Zuschauer: 1.593 |

| 13. Dezember 2019 19:30 Uhr | Belarus A. Katschelouski (30:08) A. Paulenka (40:52) I. Salaujou (41:52) A. Protas (58:50) | 4:1 (0:0, 1:0, 3:1) Spielbericht | Slowenien M. Bohinc (59:30) | Tschyschouka-Arena, Minsk Zuschauer: 6.318 |

| 15. Dezember 2019 12:30 Uhr | Österreich S. Peeters (16:51) P. Huber (19:28) M. Rebernig (55:36) P. Huber (58:13) | 4:1 (2:0, 0:0, 2:1) Spielbericht | Slowenien M. Tavčar (52:40) | Tschyschouka-Arena, Minsk Zuschauer: 1.491 |

| 15. Dezember 2019 16:00 Uhr | Norwegen | 0:2 (0:0, 0:1, 0:1) Spielbericht | Lettland R. Grīnbergs (25:05) R. Polcs (48:08) | Tschyschouka-Arena, Minsk Zuschauer: 2.035 |

| 15. Dezember 2019 19:30 Uhr | Dänemark O. True (45:42) P. Schultz (48:41) | 2:7 (0:4, 0:1, 2:2) Spielbericht | Belarus W. Schtschetschin (1:16) A. Schkrabau (2:42) U. Alistrau (15:12) A. Protas (16:06) M. Pyschkajla (30:49) A. Protas (50:14) U. Barkouski (53:27) | Tschyschouka-Arena, Minsk Zuschauer: 7.002 |

| Pl. |            | Sp | S | OTS | OTN | N | Tore  | Punkte |
| 1.  | Österreich | 5  | 4 | 0   | 0   | 1 | 18:10 | 12     |
| 2.  | Lettland   | 5  | 3 | 1   | 0   | 1 | 18:05 | 11     |
| 3.  | Belarus    | 5  | 3 | 0   | 2   | 0 | 19:12 | 11     |
| 4.  | Norwegen   | 5  | 1 | 2   | 0   | 2 | 12:11 | 7      |
| 5.  | Dänemark   | 5  | 0 | 1   | 1   | 3 | 06:16 | 3      |
| 6.  | Slowenien  | 5  | 0 | 0   | 1   | 4 | 06:25 | 1      |

Abkürzungen: Pl. = Platz, Sp = Spiele, S = Siege, OTS = Siege nach Verlängerung (Overtime) oder Penaltyschießen, OTN = Niederlagen nach Verlängerung oder Penaltyschießen, N = Niederlagen

Erläuterungen: Aufsteiger in die Top-Division, Absteiger in die Division IB

#### Division-IA-Siegermannschaft
| Division-IA-Aufsteiger Österreich | Patrick Antal, Benjamin Baumgartner, Luca Egger, Tim Harnisch, Paul Huber, Benjamin Lanzinger, Luis Lindner, David Maier, Thimo Nickl, Timo Pallierer, Julian Payr, Senna Peeters, Jacob Pfeffer, Valentin Ploner, Maximilian Rebernig, Paul Schmid, Alexander Schmidt, Lucas Thaler, Martin Urbanek, Leon Wallner, Jakob Wetzelsberger, Benedikt Wohlfahrt Trainer: Marco Pewal |

### Gruppe B in Kiew, Ukraine
Das Turnier der Gruppe B wurde vom 12. bis 18. Dezember 2019 in der ukrainischen Landeshauptstadt Kiew ausgetragen. Die Spiele fanden im 7.000 Zuschauer fassenden Sportpalast statt. Insgesamt besuchten 35.295 Zuschauer die 15 Turnierspiele, was einem Schnitt von 2.353 pro Partie entspricht. Der ungarischen Mannschaft gelang zwei Jahre nach dem Abstieg der Wiederaufstieg in die A-Gruppe. Italien stieg erstmals seit 2008 in die Gruppe A der Division II ab. Ausschlaggebend war die 4:5-Niederlage gegen Aufsteiger Estland.
| 12. Dezember 2019 13:00 Uhr (Ortszeit) | Italien M. Soelva (17:01) S. DeLuca (20:14) A. Großrubatscher (44:46) | 3:15 (1:3, 1:8, 1:4) Spielbericht | Polen J. Lewandowski (7:51) S. Brynkus (9:44) M. Witan (12:31) K. Filipek (22:13) K. Wałęga (23:19) I. Smal (27:18) S. Bieniek (29:31) K. Gruzla (31:53) S. Brynkus (32:05) K. Filipek (33:02) J. Lewandowski (39:27) J. Blanik (48:24) K. Wałęga (48:53) K. Wałęga (55:54) K. Wałęga (56:16) | Sportpalast, Kiew Zuschauer: 330 |

| 12. Dezember 2019 16:30 Uhr | Estland A. Rae (31:36) | 1:6 (0:2, 1:1, 1:3) Spielbericht | Frankreich D. Fabre (8:15) P. Dubé (11:07) P. Joubert (33:36) B. Zago (42:51) Y. Colaud (43:40) C. Schmitt (59:29) | Sportpalast, Kiew Zuschauer: 567 |

| 12. Dezember 2019 20:00 Uhr | Ukraine D. Archypenko (22:05) | 1:5 (0:1, 1:3, 0:1) Spielbericht | Ungarn A. Kovács (19:19) K. Németh (22:43) N. Vértes (32:08) G. Ambrus (33:57) B. Dézsi (55:13) | Sportpalast, Kiew Zuschauer: 4.567 |

| 14. Dezember 2019 13:00 Uhr | Ungarn N. Vértes (18:04) M. Horváth (34:53) L. Keresztes (49:50) L. Keresztes (54:57) | 4:2 (1:0, 1:2, 2:0) Spielbericht | Estland K. Lodeikin (24:54) K. Jõgi (36:59) | Sportpalast, Kiew Zuschauer: 1.470 |

| 14. Dezember 2019 16:30 Uhr | Frankreich A. Plagnat (27:19) P. Dubé (43:40) A. Plagnat (46:31) D. Fabre (59:25) | 4:1 (0:0, 1:1, 3:0) Spielbericht | Italien E. de Toni (21:52) | Sportpalast, Kiew Zuschauer: 2.134 |

| 14. Dezember 2019 20:00 Uhr | Polen | 0:3 (0:1, 0:0, 0:2) Spielbericht | Ukraine O. Peressunko (5:44) D. Danylenko (44:32) O. Peressunko (56:15) | Sportpalast, Kiew Zuschauer: 5.450 |

| 15. Dezember 2019 13:00 Uhr | Estland K. Lodeikin (21:50) A. Rae (22:01) K. Lodeikin (32:00) K. Kombe (46:29) K. Lodeikin (59:53) | 5:4 (0:3, 3:1, 2:0) Spielbericht | Italien P. Demetz (1:44) E. de Toni (4:50) P. Demetz (15:32) P. Tomasini (27:39) | Sportpalast, Kiew Zuschauer: 1.587 |

| 15. Dezember 2019 16:30 Uhr | Polen J. Lewandowski (1:24) I. Smal (5:58) M. Bezwiński (9:19) K. Wałęga (33:01) J. Lewandowski (39:28) S. Luszniak (50:44) S. Brynkus (53:48) | 7:10 (3:4, 2:5, 2:1) Spielbericht | Ungarn K. Rétfalvi (7:17) N. Vértes (8:15) D. Péter (11:03) L. Keresztes (19:18) G. Ambrus (23:37) N. Vértes (28:14) M. Révész (31:53) M. Révész (37:47) K. Németh (38:21) D. Péter (59:28) | Sportpalast, Kiew Zuschauer: 2.124 |

| 15. Dezember 2019 20:00 Uhr | Frankreich S. Rousseau (4:21) P. Dubé (5:25) P. Dubé (53:19) | 3:1 (2:1, 0:0, 1:0) Spielbericht | Ukraine D. Archypenko (19:00) | Sportpalast, Kiew Zuschauer: 4.098 |

| 17. Dezember 2019 13:00 Uhr | Ungarn L. Keresztes (6:10) M. Révész (8:58) Z. Dóczi (26:59) | 3:2 (2:0, 1:1, 0:1) Spielbericht | Frankreich Q. Tomasino (34:46) S. Rousseau (51:47) | Sportpalast, Kiew Zuschauer: 698 |

| 17. Dezember 2019 16:30 Uhr | Polen J. Lewandowski (7:43) K. Bilas (16:55) D. Ticzyński (35:52) K. Wałęga (41:40) I. Smal (57:57) K. Gruzla (58:57) | 6:3 (2:1, 1:2, 3:0) Spielbericht | Estland K. Lodeikin (1:20) K. Kombe (31:31) R. Kiik (37:56) | Sportpalast, Kiew Zuschauer: 1.498 |

| 17. Dezember 2019 20:00 Uhr | Italien M. Öhler (12:49) | 1:2 n. P. (1:1, 0:0, 0:0, 0:0, 0:1) Spielbericht | Ukraine H. Krywoschapkyn (12:15) O. Peressunko (PS) | Sportpalast, Kiew Zuschauer: 4.587 |

| 18. Dezember 2019 13:00 Uhr | Frankreich B. Bruche (19:31) P. Dubé (33:40) B. Zago (34:41) D. Fabre (44:32) F. Dair (44:37) L. Vitou (55:13) B. Zago (55:58) | 7:1 (1:0, 2:0, 4:1) Spielbericht | Polen S. Brynkus (50:48) | Sportpalast, Kiew Zuschauer: 453 |

| 18. Dezember 2019 16:30 Uhr | Ungarn M. Révész (6:47) K. Rétfalvi (7:58) L. Keresztes (8:36) B. Dézsi (26:38) N. Vértes (33:03) N. Vértes (57:03) B. Paterka (57:41) | 7:4 (3:1, 2:2, 2:1) Spielbericht | Italien M. Soelva (10:02) M. Solva (28:35) D. Andreotti (30:32) P. Tomasini (48:23) | Sportpalast, Kiew Zuschauer: 1.342 |

| 18. Dezember 2019 20:00 Uhr | Ukraine F. Morosow (17:22) H. Krywoschapkyn (19:04) F. Morosow (26:59) O. Peressunko (27:49) D. Matussewytsch (28:37) F. Morosow (28:47) F. Morosow (57:02) | 7:3 (2:2, 4:0, 1:1) Spielbericht | Estland K. Jõgi (10:14) K. Lodeikin (16:23) K. Lodeikin (41:22) | Sportpalast, Kiew Zuschauer: 4.390 |

| Pl. |            | Sp | S | OTS | OTN | N | Tore  | Punkte |
| 1.  | Ungarn     | 5  | 5 | 0   | 0   | 0 | 29:16 | 15     |
| 2.  | Frankreich | 5  | 4 | 0   | 0   | 1 | 22:07 | 12     |
| 3.  | Ukraine    | 5  | 2 | 1   | 0   | 2 | 14:12 | 8      |
| 4.  | Polen      | 5  | 2 | 0   | 0   | 3 | 29:26 | 6      |
| 5.  | Estland    | 5  | 1 | 0   | 0   | 4 | 14:27 | 3      |
| 6.  | Italien    | 5  | 0 | 0   | 1   | 4 | 13:33 | 1      |

Abkürzungen: Pl. = Platz, Sp = Spiele, S = Siege, OTS = Siege nach Verlängerung (Overtime) oder Penaltyschießen, OTN = Niederlagen nach Verlängerung oder Penaltyschießen, N = Niederlagen

Erläuterungen: Aufsteiger in die Division IA, Absteiger in die Division IIA

#### Division-IB-Siegermannschaft
| Division-IB-Aufsteiger Ungarn | Gergő Ambrus, Vedran Bogesic, Markó Csollak, Bence Dézsi, Zsombor Dóczi, Botond Farkas, Dominik Horváth, László Horváth, Milán Horváth, Levente Keresztes, Alex Kovács, Markus Levente, Bálint Mesterhazy, Kristóf Németh, Bence Paterka, Donat Péter, Dávid Pokornyi, Kristóf Rétfalvi, Marcell Révész, Máté Seregély, Patrik Szécsi, Natan Vértes Trainer: Márton Vas |

### Auf- und Abstieg
| Absteiger in die Division IA:   | Kasachstan |
| Aufsteiger in die Top-Division: | Österreich |
| Absteiger in die Division IB:   | Slowenien  |
| Aufsteiger in die Division IA:  | Ungarn     |
| Absteiger in die Division IIA:  | Italien    |
| Aufsteiger in die Division IB:  | Japan      |

## Division II

### Gruppe A in Vilnius, Litauen
Das Turnier der Gruppe A wurde vom 6. bis 12. Januar 2020 in der litauischen Hauptstadt Vilnius ausgetragen. Die Spiele fanden in der 2.500 Zuschauer fassenden Pramogų arena statt. Insgesamt besuchten 7.303 Zuschauer die 15 Turnierspiele, was einem Schnitt von 486 pro Partie entspricht. Der japanischen Mannschaft gelang durch einen 5:2-Erfolg am letzten Spieltag gegen Litauen, das bei einem Sieg in regulärer Spielzeit selbst noch Aufstiegschancen gehabt hätte, die sofortige Rückkehr in die Division I. Der direkte Wiederabstieg der serbischen Junioren stand bereits nach der 2:10-Niederlage im vorletzten Spiel gegen Japan fest. Entscheidend waren schlussendlich die Niederlagen am ersten und zweiten Spieltag, als gegen die direkten Konkurrenten Spanien und Rumänien trotz zwischenzeitlicher Führungen verloren wurde.
| 6. Januar 2020 12:00 Uhr (Ortszeit) | Großbritannien A. Mitchell-King (30:16) J. Buesa (46:53) A. Graham (58:46) | 3:6 (0:1, 1:2, 2:3) Spielbericht | Japan C. Hanzawa (8:10) Y. Andō (30:04) C. Hanzawa (35:37) T. Nakajima (49:49) R. Ishida (50:31) T. Ueno (54:49) | Pramogų arena, Vilnius Zuschauer: 79 |

| 6. Januar 2020 15:30 Uhr | Serbien M. Popović (7:34) M. Mladenović (16:03) P. Mirkov (18:38) | 3:5 (3:0, 0:3, 0:2) Spielbericht | Rumänien E. M. Karda (29:35) A. Filip (31:45) A. Filip (38:21) O. Gecse (40:52) O. Gecse (50:38) | Pramogų arena, Vilnius Zuschauer: 87 |

| 6. Januar 2020 19:00 Uhr | Litauen T. Mažulis (2:15) E. Noreika (2:53) R. Marcinkevičius (3:47) D. Motiejūnas (13:11) K. Krasilnikovas (44:06) | 5:1 (4:1, 0:0, 1:0) Spielbericht | Spanien L. Negre (12:53) | Pramogų arena, Vilnius Zuschauer: 998 |

| 7. Januar 2020 12:00 Uhr | Japan Y. Satō (0:36) Y. Gondaira (16:05) C. Hanzawa (34:45) Y. Satō (36:44) T. Takebe (43:27) T. Nakajima (46:29) M. Sasanaka (52:09) C. Hanzawa (57:53) | 8:0 (2:0, 2:0, 4:0) Spielbericht | Rumänien | Pramogų arena, Vilnius Zuschauer: 54 |

| 7. Januar 2020 15:30 Uhr | Spanien Ó. Rubio (45:13) J. Capillas (52:05) S. Sarasa (52:33) | 3:2 (0:1, 0:0, 3:1) Spielbericht | Serbien A. Račić (6:15) G. Tharakan (59:19) | Pramogų arena, Vilnius Zuschauer: 103 |

| 7. Januar 2020 19:00 Uhr | Litauen M. Grinius (14:28) M. Grinius (39:42) T. Mažulis (49:53) | 3:6 (1:2, 1:3, 1:1) Spielbericht | Großbritannien A. Mitchell-King (1:58) T. Cooper (5:42) P. Larkin (23:56) J. Buesa (25:06) A. Graham (35:29) A. Mitchell-King (49:06) | Pramogų arena, Vilnius Zuschauer: 907 |

| 9. Januar 2020 12:00 Uhr | Japan Y. Taneichi (2:31) C. Hanzawa (5:38) K. Yoneyama (6:59) T. Nakajima (11:03) D. Miyata (19:53) Y. Andō (21:31) K. Momen (26:02) Y. Andō (37:23) | 8:0 (5:0, 3:0, 0:0) Spielbericht | Spanien | Pramogų arena, Vilnius Zuschauer: 82 |

| 9. Januar 2020 15:30 Uhr | Großbritannien M. Alderson (0:23) L. Chabot (15:34) M. Alderson (46:50) M. Alderson ($8:51) C. Neilson (53:25) | 5:3 (2:0, 0:1, 3:2) Spielbericht | Rumänien D. Petrică (21:36) E. Cășăneanu (44:27) Z. Reszeg (47:54) | Pramogų arena, Vilnius Zuschauer: 101 |

| 9. Januar 2020 19:00 Uhr | Litauen L. Vashco (8:16) K. Krasilnikovas (12:13) J. Susterovas (32:28) | 3:2 (2:0, 1:1, 0:1) Spielbericht | Serbien S. Subotić (34:11) M. Mladenović (50:56) | Pramogų arena, Vilnius Zuschauer: 792 |

| 10. Januar 2020 12:00 Uhr | Spanien M. Layola (26:51) Ó. Rubio (35:07) M. Layola (39:29) | 3:4 n. P. (0:1, 3:2, 0:0, 0:0, 0:1) Spielbericht | Großbritannien A. Graham (8:10) Z. Milton (23:34) T. Cooper (24:44) M. Alderson (PS) | Pramogų arena, Vilnius Zuschauer: 81 |

| 10. Januar 2020 15:30 Uhr | Serbien A. Masić (13:09) L. Pejčić (37:18) | 2:10 (1:2, 1:5, 0:3) Spielbericht | Japan R. Miura (3:22) S. Kimura (17:05) Y. Taneichi (21:46) C. Hanzawa (22:51) K. Yoneyama (23:51) T. Nakajima (37:55) K. Momen (39:53) A. Iguchi (54:39) Y. Gondaira (57:29) | Pramogų arena, Vilnius Zuschauer: 95 |

| 10. Januar 2020 19:00 Uhr | Rumänien O. Gecse (5:59) A. Filip (8:09) O. Gecse (33:25) | 3:7 (2:2, 1:3, 0:2) Spielbericht | Litauen M. Stankius (9:19) M. Grinius (16:23) R. Marcinkevičius (25:54) T. Mažulis (27:08) E. Binkulis (39:39) D. Mukovoz (41:54) N. Piazenko (57:48) | Pramogų arena, Vilnius Zuschauer: 1.207 |

| 12. Januar 2020 12:00 Uhr | Großbritannien S. Russell (14:23) E. Bradley (17:03) A. Graham (50:37) F. Ulrick (56:53) C. Neilson (59:24) | 5:2 (2:0, 0:2, 3:0) Spielbericht | Serbien M. Mladenović (22:41) A. Gvozdenović (34:29) | Pramogų arena, Vilnius Zuschauer: 121 |

| 12. Januar 2020 15:30 Uhr | Rumänien O. Sándor-Székely (8:21) E. M. Karda (37:18) E. Cășăneanu (39:55) E. Cășăneanu (47:37) | 4:1 (1:1, 2:0, 1:0) Spielbericht | Spanien S. Sarasa (9:07) | Pramogų arena, Vilnius Zuschauer: 209 |

| 12. Januar 2020 19:00 Uhr | Japan Y. Satō (0:13) R. Takeya (9:28) C. Hanzawa (15:49) Y. Sato (25:58) T. Nakajima (57:51) | 5:2 (2:0, 2:0, 1:2) Spielbericht | Litauen T. Mažulis (48:08) M. Grinius (53:02) | Pramogų arena, Vilnius Zuschauer: 2.387 |

| Pl. |                | Sp | S | OTS | OTN | N | Tore  | Punkte |
| 1.  | Japan          | 5  | 5 | 0   | 0   | 0 | 37:07 | 15     |
| 2.  | Großbritannien | 5  | 3 | 1   | 0   | 1 | 23:17 | 11     |
| 3.  | Litauen        | 5  | 3 | 0   | 0   | 2 | 20:17 | 9      |
| 4.  | Rumänien       | 5  | 2 | 0   | 0   | 3 | 15:24 | 6      |
| 5.  | Spanien        | 5  | 1 | 0   | 1   | 3 | 08:23 | 4      |
| 6.  | Serbien        | 5  | 0 | 0   | 0   | 5 | 11:26 | 0      |

Abkürzungen: Pl. = Platz, Sp = Spiele, S = Siege, OTS = Siege nach Verlängerung (Overtime) oder Penaltyschießen, OTN = Niederlagen nach Verlängerung oder Penaltyschießen, N = Niederlagen

Erläuterungen: Aufsteiger in die Division IB, Absteiger in die Division IIB

### Gruppe B in Gangneung, Südkorea
Das Turnier der Gruppe B wird vom 28. Januar bis 3. Februar 2020 im südkoreanischen Gangneung ausgetragen. Die Spiele finden im 10.000 Zuschauer fassenden Gangneung Hockey Centre statt, das bei den Olympischen Winterspielen 2018 in Pyeongchang als Wettkampfstätte für die olympischen Eishockeyturniere der Herren und Frauen diente. Insgesamt besuchten 5.022 Zuschauer die 15 Turnierspiele, was einem Schnitt von 334 pro Partie entspricht. Der südkoreanischen Mannschaft gelang der sofortige Aufstieg in die Gruppe A der Division II. Ohne jeden Punktgewinn und mit einer Tordifferenz von 3:50 musste Israel in die Division III absteigen.
| 28. Januar 2020 13:00 Uhr (Ortszeit) | 28. Januar 2020 5:00 Uhr (MEZ) | Kroatien | 16:1 (3:0, 7:1, 6:0) Spielbericht | Israel | Hockey Centre, Gangneung Zuschauer: 104 |

| 28. Januar 2020 16:30 Uhr | 28. Januar 2020 8:30 Uhr | Volksrepublik China | 5:3 (1:2, 1:0, 3:1) Spielbericht | Belgien | Hockey Centre, Gangneung Zuschauer: 133 |

| 28. Januar 2020 20:00 Uhr | 28. Januar 2020 12:00 Uhr | Niederlande | 1:5 (1:2, 0:0, 0:3) Spielbericht | Südkorea | Hockey Centre, Gangneung Zuschauer: 875 |

| 29. Januar 2020 13:00 Uhr | 29. Januar 2020 5:00 Uhr | Israel | 0:12 (0:5, 0:4, 0:3) Spielbericht | Volksrepublik China | Hockey Centre, Gangneung Zuschauer: 148 |

| 29. Januar 2020 16:30 Uhr | 29. Januar 2020 8:30 Uhr | Kroatien | 2:7 (0:5, 1:0, 1:2) Spielbericht | Niederlande | Hockey Centre, Gangneung Zuschauer: 153 |

| 29. Januar 2020 20:00 Uhr | 29. Januar 2020 12:00 Uhr | Südkorea | 5:2 (2:2, 2:0, 1:0) Spielbericht | Belgien | Hockey Centre, Gangneung Zuschauer: 402 |

| 31. Januar 2020 13:00 Uhr | 31. Januar 2020 5:00 Uhr | Niederlande | 6:1 (1:0, 3:0, 2:1) Spielbericht | Belgien | Hockey Centre, Gangneung Zuschauer: 147 |

| 31. Januar 2020 16:30 Uhr | 31. Januar 2020 8:30 Uhr | Kroatien | 3:0 (2:0, 1:0, 0:0) Spielbericht | Volksrepublik China | Hockey Centre, Gangneung Zuschauer: 173 |

| 31. Januar 2020 20:00 Uhr | 31. Januar 2020 12:00 Uhr | Südkorea | 5:1 (1:0, 1:0, 3:1) Spielbericht | Israel | Hockey Centre, Gangneung Zuschauer: 753 |

| 1. Februar 2020 13:00 Uhr | 1. Februar 2020 5:00 Uhr | Belgien | 5:8 (2:2, 1:4, 2:2) Spielbericht | Kroatien | Hockey Centre, Gangneung Zuschauer: 146 |

| 1. Februar 2020 16:30 Uhr | 1. Februar 2020 8:30 Uhr | Volksrepublik China | 0:1 (0:0, 0:1, 0:0) Spielbericht | Südkorea | Hockey Centre, Gangneung Zuschauer: 1.025 |

| 1. Februar 2020 20:00 Uhr | 1. Februar 2020 12:00 Uhr | Israel | 0:13 (0:6, 0:3, 0:4) Spielbericht | Niederlande | Hockey Centre, Gangneung Zuschauer: 123 |

| 3. Februar 2020 13:00 Uhr | 3. Februar 2020 5:00 Uhr | Niederlande | 3:5 (0:2, 1:1, 2:2) Spielbericht | Volksrepublik China | Hockey Centre, Gangneung Zuschauer: 147 |

| 3. Februar 2020 16:30 Uhr | 3. Februar 2020 8:30 Uhr | Belgien | 4:1 (1:1, 1:0, 2:0) Spielbericht | Israel | Hockey Centre, Gangneung Zuschauer: 150 |

| 3. Februar 2020 20:00 Uhr | 3. Februar 2020 12:00 Uhr | Südkorea | 4:2 (1:0, 0:0, 3:3) Spielbericht | Kroatien | Hockey Centre, Gangneung Zuschauer: 543 |

| Pl. |                     | Sp | S | OTS | OTN | N | Tore  | Punkte |
| 1.  | Südkorea            | 5  | 5 | 0   | 0   | 0 | 20:06 | 15     |
| 2.  | Niederlande         | 5  | 3 | 0   | 0   | 2 | 30:13 | 9      |
| 3.  | Volksrepublik China | 5  | 3 | 0   | 0   | 2 | 22:10 | 9      |
| 4.  | Kroatien            | 5  | 3 | 0   | 0   | 2 | 31:17 | 9      |
| 5.  | Belgien             | 5  | 1 | 0   | 0   | 4 | 15:25 | 3      |
| 6.  | Israel              | 5  | 0 | 0   | 0   | 5 | 03:50 | 0      |

Abkürzungen: Pl. = Platz, Sp = Spiele, S = Siege, OTS = Siege nach Verlängerung (Overtime) oder Penaltyschießen, OTN = Niederlagen nach Verlängerung oder Penaltyschießen, N = Niederlagen

Erläuterungen: Aufsteiger in die Division IIA, Absteiger in die Division III

### Auf- und Abstieg
| Absteiger in die Division IIA:  | Italien  |
| Aufsteiger in die Division IB:  | Japan    |
| Absteiger in die Division IIB:  | Serbien  |
| Aufsteiger in die Division IIA: | Südkorea |
| Absteiger in die Division III:  | Israel   |
| Aufsteiger in die Division IIB: | Island   |

## Division III
Das Turnier der Division III wurde vom 13. bis 19. Januar 2020 in der bulgarischen Landeshauptstadt Sofia ausgetragen. Die Spiele fanden im 4.600 Zuschauer fassenden Wintersportpalast statt. Insgesamt besuchten 5.276 Zuschauer die 20 Turnierspiele, was einem Schnitt von 263 pro Partie entspricht.
Wie bereits im Vorjahr nahmen diesmal erneut acht Mannschaften am Turnier teil, die auf zwei Vierergruppen aufgeteilt wurden. Während die beiden ersten Mannschaften jeder über Kreuz das Halbfinale austrugen, in dem die Teilnehmer von Finale und Spiel um Platz drei ermittelt wurden, spielten die Dritt- und Viertplatzierten ebenfalls über Kreuz die Teilnehmer an den Platzierungsspielen um den fünften und siebten Platz aus.

### Vorrunde

#### Gruppe A
| 13. Januar 2020 17:00 Uhr (Ortszeit) | Mexiko | 5:0 (1:0, 2:0, 2:0) Spielbericht | Neuseeland | Wintersportpalast, Sofia Zuschauer: 115 |

| 13. Januar 2020 20:30 Uhr | Bulgarien | 3:4 (1:1, 0:2, 2:1) Spielbericht | Island | Wintersportpalast, Sofia Zuschauer: 760 |

| 14. Januar 2020 17:00 Uhr | Island | 5:2 (1:0, 3:2, 1:0) Spielbericht | Mexiko | Wintersportpalast, Sofia Zuschauer: 110 |

| 14. Januar 2020 20:30 Uhr | Bulgarien | 3:2 (0:0, 2:1, 1:1) Spielbericht | Neuseeland | Wintersportpalast, Sofia Zuschauer: 850 |

| 16. Januar 2020 13:30 Uhr | Neuseeland | 1:10 (1:4, 0:2, 0:4) Spielbericht | Island | Wintersportpalast, Sofia Zuschauer: 65 |

| 16. Januar 2020 20:30 Uhr | Mexiko | 5:2 (1:0, 3:0, 1:2) Spielbericht | Bulgarien | Wintersportpalast, Sofia Zuschauer: 920 |

| Pl. |            | Sp | S | OTS | OTN | N | Tore  | Punkte |
| --- | ---------- | -- | - | --- | --- | - | ----- | ------ |
| 1.  | Island     | 3  | 3 | 0   | 0   | 0 | 19:06 | 9      |
| 2.  | Mexiko     | 3  | 2 | 0   | 0   | 1 | 12:07 | 6      |
| 3.  | Bulgarien  | 3  | 1 | 0   | 0   | 2 | 08:11 | 3      |
| 4.  | Neuseeland | 3  | 0 | 0   | 0   | 3 | 03:18 | 0      |

Abkürzungen: Pl. = Platz, Sp = Spiele, S = Siege, OTS = Siege nach Verlängerung (Overtime) oder Penaltyschießen, OTN = Niederlagen nach Verlängerung oder Penaltyschießen, N = Niederlagen

Erläuterungen: Teilnehmer am Halbfinale, Teilnehmer an der Platzierungsrunde um Platz 5 bis 8

#### Gruppe B
| 13. Januar 2020 10:00 Uhr (Ortszeit) | Türkei | 3:0 (2:0, 1:0, 0:0) Spielbericht | Republik China (Taiwan) | Wintersportpalast, Sofia Zuschauer: 120 |

| 13. Januar 2020 13:30 Uhr | Australien | 6:1 (0:1, 5:0, 1:0) Spielbericht | Südafrika | Wintersportpalast, Sofia Zuschauer: 125 |

| 14. Januar 2020 10:00 Uhr | Türkei | 6:1 (2:0, 1:0, 3:1) Spielbericht | Südafrika | Wintersportpalast, Sofia Zuschauer: 95 |

| 14. Januar 2020 13:30 Uhr | Republik China (Taiwan) | 0:5 (0:0, 0:4, 0:1) Spielbericht | Australien | Wintersportpalast, Sofia Zuschauer: 85 |

| 16. Januar 2020 10:00 Uhr | Südafrika | 5:3 (0:0, 2:2, 3:1) Spielbericht | Republik China (Taiwan) | Wintersportpalast, Sofia Zuschauer: 60 |

| 16. Januar 2020 17:00 Uhr | Australien | 3:2 (0:1, 3:0, 0:1) Spielbericht | Türkei | Wintersportpalast, Sofia Zuschauer: 105 |

| Pl. |                         | Sp | S | OTS | OTN | N | Tore  | Punkte |
| --- | ----------------------- | -- | - | --- | --- | - | ----- | ------ |
| 1.  | Australien              | 3  | 3 | 0   | 0   | 0 | 14:03 | 9      |
| 2.  | Türkei                  | 3  | 2 | 0   | 0   | 1 | 11:04 | 6      |
| 3.  | Südafrika               | 3  | 1 | 0   | 0   | 2 | 07:15 | 3      |
| 4.  | Republik China (Taiwan) | 3  | 0 | 0   | 0   | 3 | 03:13 | 0      |

Abkürzungen: Pl. = Platz, Sp = Spiele, S = Siege, OTS = Siege nach Verlängerung (Overtime) oder Penaltyschießen, OTN = Niederlagen nach Verlängerung oder Penaltyschießen, N = Niederlagen

Erläuterungen: Teilnehmer am Halbfinale, Teilnehmer an der Platzierungsrunde um Platz 5 bis 8

### Platzierungsrunde Plätze 5 bis 8
|  | Platzierungsrunde Plätze 5 bis 8 | Platzierungsrunde Plätze 5 bis 8 | Platzierungsrunde Plätze 5 bis 8 |                  |  | Spiel um Platz 5 | Spiel um Platz 5        | Spiel um Platz 5 |
|  |                                  |                                  |                                  |                  |  |                  |                         |                  |
|  |                                  |                                  |                                  |                  |  |                  |                         |                  |
|  | A3                               | Bulgarien                        | 8                                |                  |  |                  |                         |                  |
|  | B4                               | Republik China (Taiwan)          | 1                                |                  |  | A3               | Bulgarien               | 6                |
|  |                                  |                                  |                                  |                  |  | A4               | Neuseeland              | 1                |
|  |                                  |                                  |                                  |                  |  |                  |                         |                  |
|  |                                  |                                  |                                  | Spiel um Platz 7 |  |                  |                         |                  |
|  | B3                               | Südafrika                        | 1                                |                  |  |                  |                         |                  |
|  | A4                               | Neuseeland                       | 2                                |                  |  | B3               | Südafrika               | 4                |
|  |                                  |                                  |                                  |                  |  | B4               | Republik China (Taiwan) | 5                |
|  |                                  |                                  |                                  |                  |  |                  |                         |                  |

| 18. Januar 2020 10:00 Uhr (Ortszeit) | Bulgarien | 8:1 (2:1, 1:0, 5:0) Spielbericht | Republik China (Taiwan) | Wintersportpalast, Sofia Zuschauer: 450 |

| 18. Januar 2020 13:30 Uhr | Südafrika | 1:2 (1:1, 0:0, 0:1) Spielbericht | Neuseeland | Wintersportpalast, Sofia Zuschauer: 75 |

Spiel um Platz 7
| 19. Januar 2020 10:00 Uhr | Südafrika | 4:5 n. V. (0:1, 2:1, 2:2, 0:1) Spielbericht | Republik China (Taiwan) | Wintersportpalast, Sofia Zuschauer: 55 |

Spiel um Platz 5
| 19. Januar 2020 13:30 Uhr | Bulgarien | 6:1 (2:0, 2:1, 2:0) Spielbericht | Neuseeland | Wintersportpalast, Sofia Zuschauer: 510 |

### Finalrunde
Der Sieger des Endspiels steigt in die Gruppe B der Division II auf.

|  | Halbfinale | Halbfinale | Halbfinale |                  |  | Finale | Finale     | Finale |
|  |            |            |            |                  |  |        |            |        |
|  |            |            |            |                  |  |        |            |        |
|  | A1         | Island     | 5          |                  |  |        |            |        |
|  | B2         | Türkei     | 2          |                  |  | A1     | Island     | 4      |
|  |            |            |            |                  |  | B1     | Australien | 1      |
|  |            |            |            |                  |  |        |            |        |
|  |            |            |            | Spiel um Platz 3 |  |        |            |        |
|  | B1         | Australien | 8          |                  |  |        |            |        |
|  | A2         | Mexiko     | 3          |                  |  | B2     | Türkei     | 4      |
|  |            |            |            |                  |  | A2     | Mexiko     | 2      |
|  |            |            |            |                  |  |        |            |        |

Halbfinale
| 18. Januar 2020 17:00 Uhr (Ortszeit) | Australien | 8:3 (3:2, 3:0, 2:1) Spielbericht | Mexiko | Wintersportpalast, Sofia Zuschauer: 81 |

| 18. Januar 2020 20:30 Uhr | Island | 5:2 (1:1, 4:0, 0:1) Spielbericht | Türkei | Wintersportpalast, Sofia Zuschauer: 95 |

Spiel um Platz 3
| 19. Januar 2020 17:00 Uhr | Türkei | 4:2 (1:1, 1:1, 2:0) Spielbericht | Mexiko | Wintersportpalast, Sofia Zuschauer: 250 |

Finale
| 19. Januar 2020 20:30 Uhr | Island | 4:1 (1:0, 2:0, 1:1) Spielbericht | Australien | Wintersportpalast, Sofia Zuschauer: 350 |

### Abschlussplatzierungen
| Pl. | Team                    |
| --- | ----------------------- |
| 1   | Island                  |
| 2   | Australien              |
| 3   | Türkei                  |
| 4   | Mexiko                  |
| 5   | Bulgarien               |
| 6   | Neuseeland              |
| 7   | Republik China (Taiwan) |
| 8   | Südafrika               |

### Auf- und Abstieg
| Absteiger in die Division III:  | Israel |
| Aufsteiger in die Division IIB: | Island |